# Salz (Fluss)
Die Salz ist zusammen mit ihrem rechten Quellbach ein fast 30 Kilometer langer Zufluss der Kinzig im südlichen Vogelsberg im hessischen Main-Kinzig-Kreis.

## Name
Der Name wird mit Solequellen in Verbindung gebracht.

## Geografie

### Quellbäche

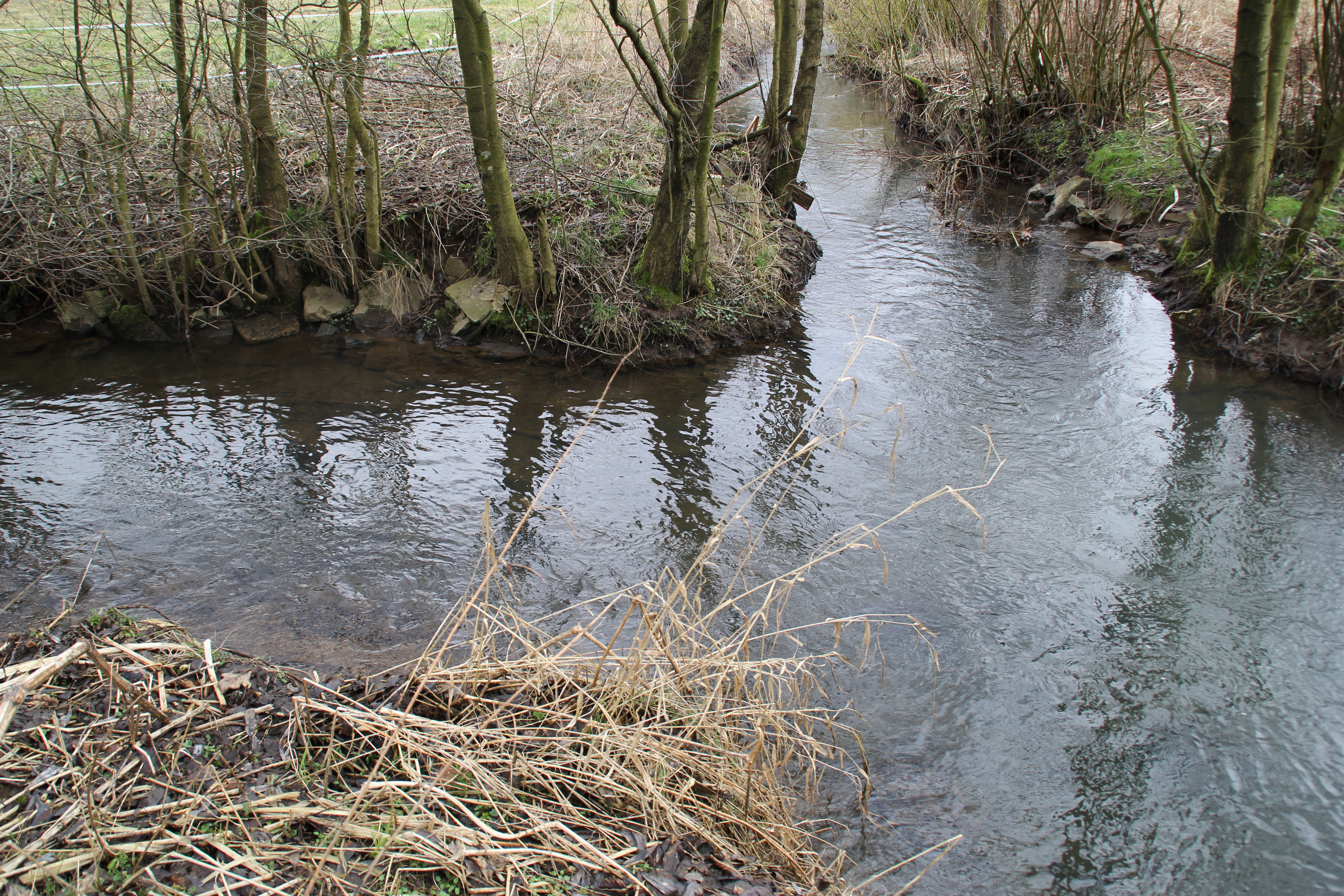
Zusammenfluss der Quellbäche

Die Salz entsteht aus dem Zusammenfluss von zwei Quellbächen. Beide tragen den Namen Salz oder Salzbach. Der rechte, längere Quellbach entspringt in Hartmannshain, einem Ortsteil von Grebenhain, an der B 275. Er verläuft entlang der B 276 nach Südosten durch Völzberg und Lichenroth. An der Kläranlage mündet ihm sein größter Zufluss, das Sälzer Wasser zu. Südlich von Salz vereinigt er sich mit dem linken Quellbach.
Der linke, wasserärmere Quellbach entspringt östlich von Nieder-Moos, in der Nähe der zur Fulda entwässernden Mooser Teiche. Er fließt in südwestliche Richtung durch den Ort Salz, wo er die Speckenmühle betreibt. Dort fließt er mit dem rechten Quellbach zusammen.

### Verlauf
Die Salz verläuft nach dem Zusammenfluss der Quellbäche nach Süden ab und fließt durch den Huttengrund nach Bad Soden. Dort mündet die Salz schon auf der Gemarkung von Salmünster in die Kinzig.

### Zuflüsse
- Engelbach (links)
- Fahrbach (links)
- Wald- u. Waschweiherbach (rechts)
- Stubbach (links)

### Flusssystem Kinzig
- Fließgewässer im Flusssystem Kinzig

### Orte an der Salz
- Salz
- Radmühl
- Rebsdorf
- Rabenstein
- Kerbersdorf
- Romsthal
- Eckardroth
- Wahlert
- Bad Soden
- Salmünster